# Dolhești (Suceava megye)
Dolhești település Romániában, Moldvában, Suceava megyében.

## Leírása
A település környéke már ősidők óta lakott hely. Környékén a Cucuteni kultúra idejéből való leletek kerültek felszínre.
Dolheștinek a 2002 évi népszámláláskor 4049 lakosa volt.